# Biskopownica
Biskopownica – danina płacona w średniowieczu na rzecz Kościoła przez Słowian połabskich.
Biskopownica była płacona w pieniądzu lub w naturze. Tym się różniła od dziesięciny, która była zależna od uzyskanego plonu, że miała ona stałą wartość zależną od wielkości uprawianego pola.